# Duke of Argyll

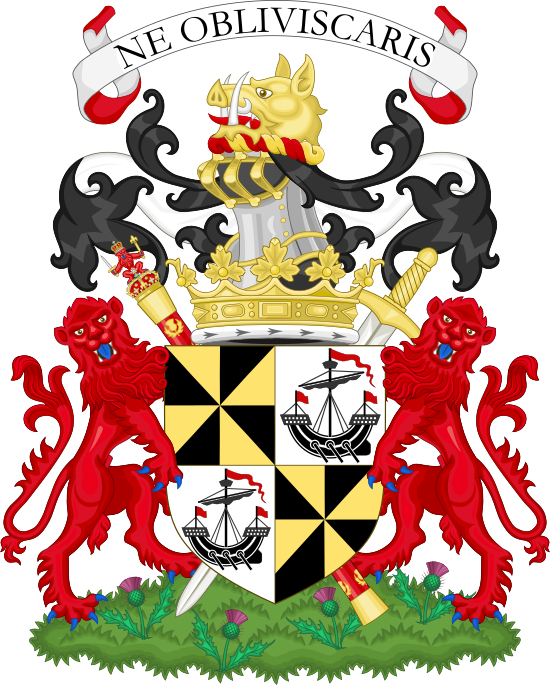
Wappen der Dukes of Argyll

Duke of Argyll ist ein erblicher britischer Adelstitel, der zweimal, nämlich in der Peerage of Scotland und in der Peerage of the United Kingdom geschaffen wurde.
Beide Titel werden vom Chief des Clans Campbell geführt. Der Duke ist daher eine von nur fünf Personen im Vereinigten Königreich, die zwei Dukedoms führen.

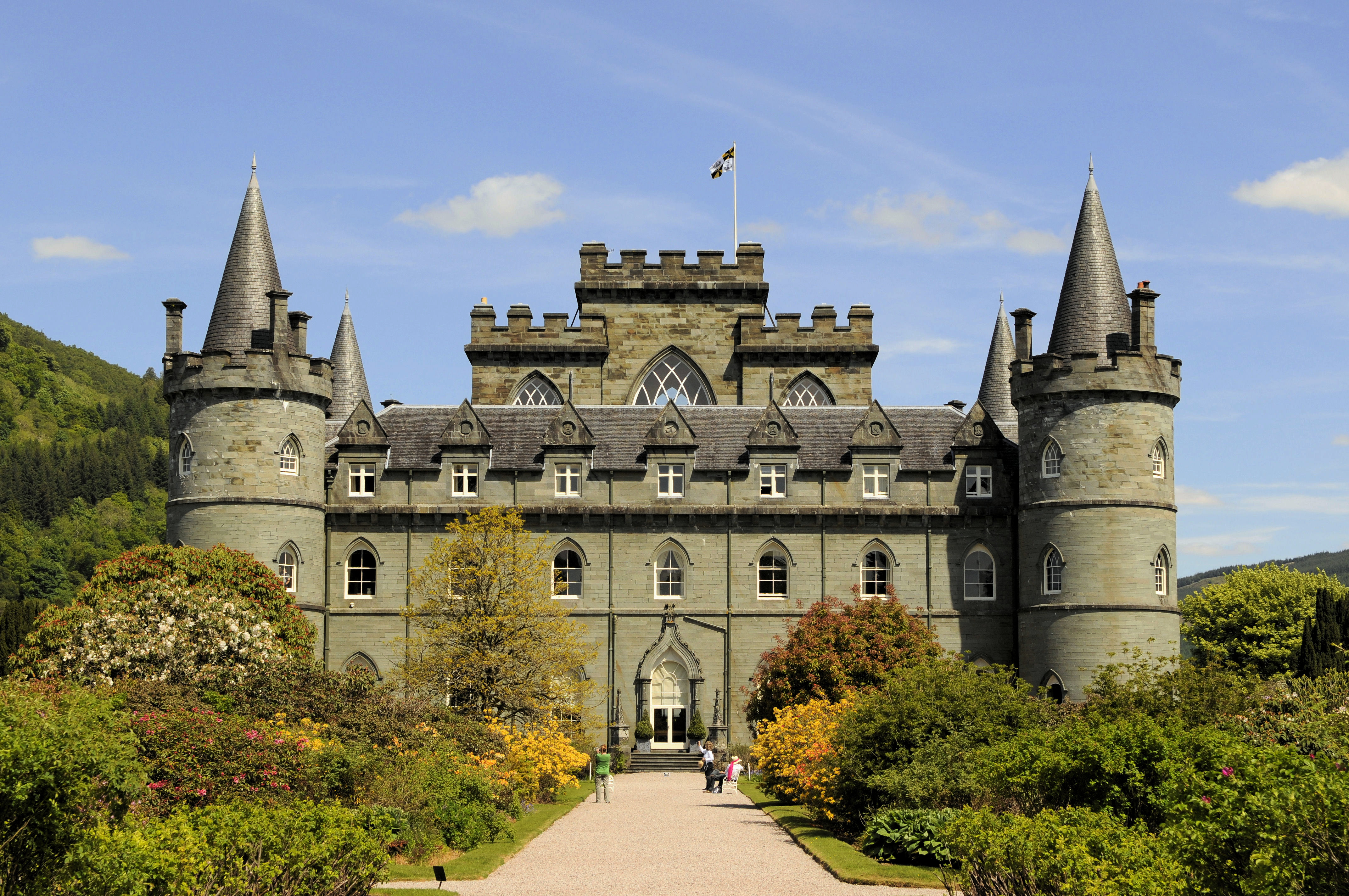
Inveraray Castle (2010)

Familiensitz der Dukes ist Inveraray Castle in Inveraray, nordwestlich von Glasgow im heutigen Argyll and Bute.

## Verleihungen
Die erste Verleihung erfolgte am 23. Juni 1701 in der Peerage of Scotland an Archibald Campbell, 10. Earl of Argyll, in Anerkennung seiner Unterstützung für Wilhelm von Oranien. Die Verleihung erfolgte mit dem besonderen Zusatz, dass der Titel in Ermangelung direkter männlicher Nachkommen auch an seine sonstigen männlichen Erben (his heirs male whatsoever) vererbbar sei.
Sein Ur-urgroßneffe, der 8. Duke, war ein Minister in verschiedenen liberalen Kabinetten und enger Freund des Prinzen Albert, des Prinzgemahls der britischen Königin Victoria. Ihm wurde am 7. April 1892 der Duketitel in zweiter Verleihung erneut verliehen, nun aber in der Peerage of the United Kingdom.

## Nachgeordnete Titel
Zusammen mit dem Dukedom von 1701 wurden die nachgeordneten Titel Marquess of Kintyre and Lorne, Earl of Campbell and Cowall, Viscount Lochaw and Glenyla und Lord of Inverary, Mull, Moreen and Tirie verliehen.
Bereits 1685 hatte der spätere 1. Duke die Titel 10. Earl of Argyll, 11. Lord Campbell, 10. Lord Lorne und 4. Lord Kintyre geerbt. Er war der Ur-ur-ur-ur-ur-urenkel des Colin Campbell, 2. Lord Campbell, dem 1457 der Titel Earl of Argyll und 1470 der Titel Lord Lorne verliehen worden war. Dessen Großvater, Duncan Campbell, war 1445 von König Jakob II. zum Lord Campbell erhoben worden. Sein Großvater, der 8. Earl, hatte zudem 1645 von seinem Halbbruder den Titel 2. Lord Kintyre geerbt, der diesem am 12. Februar 1626 verliehen worden war. Alle genannten Titel gehören zur Peerage of Scotland. Zudem hatte der spätere 1. Duke um 1696 von einem Onkel zweiten Grades den Titel 3. Baronet, of Lundie in the County of Forfar, geerbt, der dessen Vater am 13. Dezember 1627 in der Baronetage of Nova Scotia verliehen worden war.
Der spätere 5. Duke wurde am 22. Dezember 1766 in der Peerage of Great Britain zum Baron Sundridge, of Coomb Bank in the County of Kent, mit besonderer Erbregelung zugunsten seiner Brüder Frederick und William.
Der 8. Duke erbte 1799 von seinem Halbbruder den Titel 3. Baron Hamilton, of Hameldon in the County of Leicester, der am 20. Mai 1776 in der Peerage of Great Britain seiner Mutter verliehen worden war.
Neben diesen Adelstiteln hält der jeweilige Duke noch einige erbliche feudale Würden. Er ist Erbhaushofmeister (Hereditary Great Master of the Household in Scotland) und Erbgroßsiegelbewahrer von Schottland 
(Hereditary Keeper of the Great Seal of Scotland), Admiral der westlichen Küsten und Inseln (Hereditary Admiral of the Western Coasts and Isles) und Erbhüter (Hereditary Keeper) der Burgen Dunstaffnage, Carrick, Tarbert und Dunoon, sowie Erbsheriff von Argyll (Hereditary Sheriff of Argyll).
Der älteste Sohn des Dukes führt als Titelerbe den Höflichkeitstitel Marquess of (Kintyre and) Lorne, dessen ältester Sohn den des Earl of Campbell (and Cowall).

## Weitere Titel
Der 8. Earl of Argyll wurde am 15. November 1641 in der Peerage of Scotland zum Marquess of Argyll erhoben. Dieser Titel wurde ihm aber zusammen mit seinen weiteren Titeln 1661 vor seiner Hinrichtung wegen Hochverrats aberkannt. Als zwei Jahre später sein Sohn wieder in den Adel erhoben wurde, wurde die Marquesswürde, anders als die weiteren Titel, nicht wiederhergestellt.
Der 2. Duke of Argyll befürwortete, wie schon sein Vater, die Vereinigung der Königreiche England und Schottland. Deshalb wurde er am 26. November 1705 in der Peerage of England zum Earl of Greenwich und Baron Chatham sowie am 27. April 1719 in der Peerage of Great Britain zum Duke of Greenwich erhoben. Diese Titel erloschen, als er 1743 ohne männliche Nachkommen starb.
Der 3. Duke of Argyll war am 19. Oktober 1706 zum Earl of Ilay, Viscount of Ilay und Lord Oransay, Dunoon and Arase in der Peerage of Scotland erhoben worden. Die Titel erloschen, als er 1761 ohne direkte männliche Nachkommen starb.

## Liste der Lords Campbell sowie Earls und Dukes of Argyll

### Lords Campbell (1445)
- Duncan Campbell, 1. Lord Campbell († 1453)
- Colin Campbell, 2. Lord Campbell (um 1433–1493) (1457 zum Earl of Argyll erhoben)

### Earls of Argyll (1457)
- Colin Campbell, 1. Earl of Argyll (um 1433–1493)
- Archibald Campbell, 2. Earl of Argyll († 1513)
- Colin Campbell, 3. Earl of Argyll (um 1486–1529)
- Archibald Campbell, 4. Earl of Argyll (um 1507–1558)
- Archibald Campbell, 5. Earl of Argyll (um 1537–1573)
- Colin Campbell, 6. Earl of Argyll (um 1541 oder 1546–1584)
- Archibald Campbell, 7. Earl of Argyll (um 1576–1638)
- Archibald Campbell, 1. Marquess of Argyll, 8. Earl of Argyll (um 1598–1661) (Titel verwirkt 1661)
- Archibald Campbell, 9. Earl of Argyll (um 1629–1685) (Titel wiederhergestellt 1663)
- Archibald Campbell, 10. Earl of Argyll (1658–1703) (1701 zum Duke of Argyll erhoben)

### Dukes of Argyll (1701)

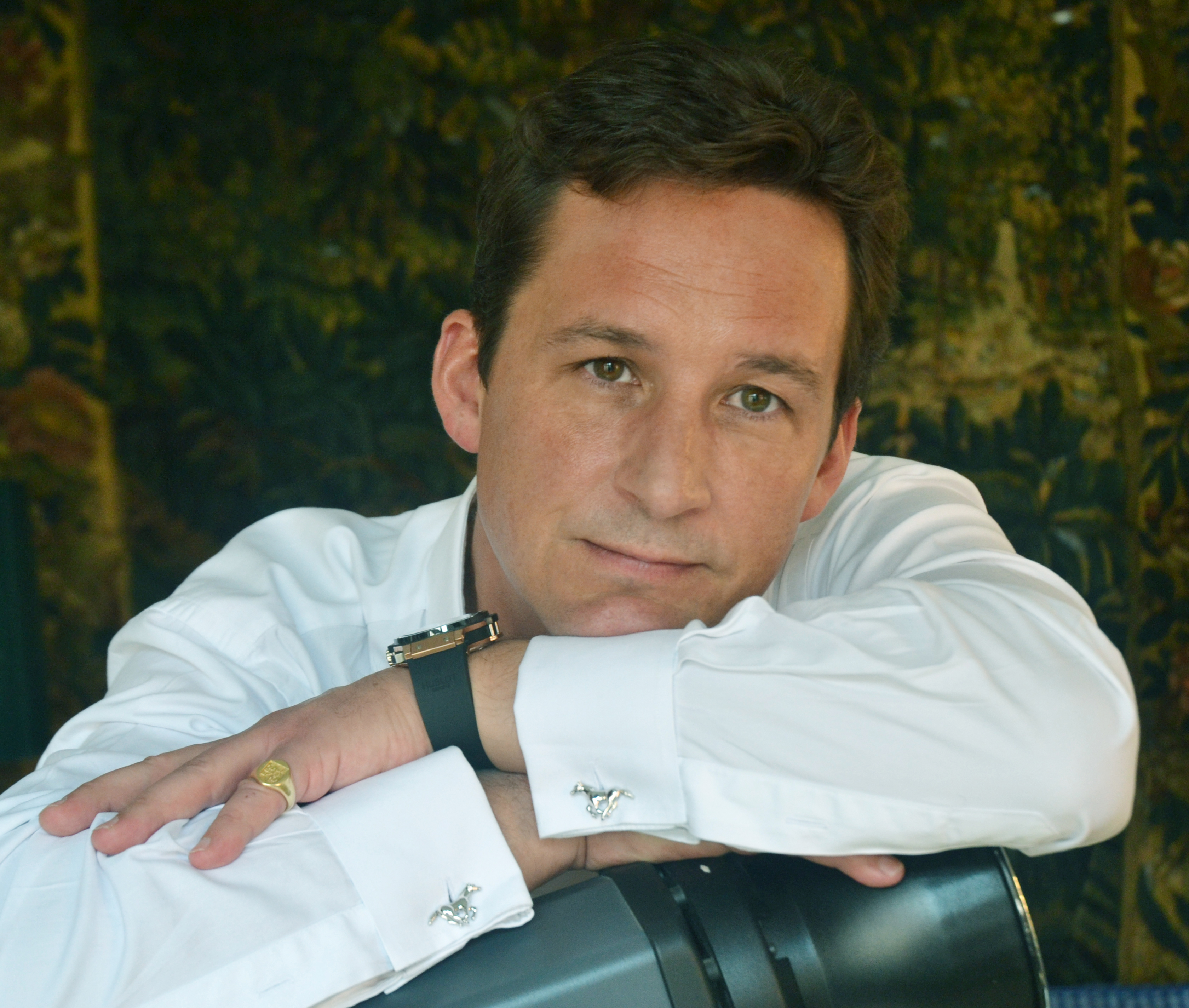
Torquhil Ian Campbell, 13. Duke of Argyll

- Archibald Campbell, 1. Duke of Argyll (1658–1703)
- John Campbell, 2. Duke of Argyll, 1. Duke of Greenwich (1680–1743)
- Archibald Campbell, 3. Duke of Argyll (1682–1761)
- John Campbell, 4. Duke of Argyll (1693–1770)
- John Campbell, 5. Duke of Argyll (1723–1806)
- George Campbell, 6. Duke of Argyll (1768–1839)
- John Campbell, 7. Duke of Argyll (1777–1847)
- George Campbell, 8. Duke of Argyll, 1. Duke of Argyll (1823–1900)
- John Campbell, 9. Duke of Argyll, 2. Duke of Argyll (1845–1914)
- Niall Campbell, 10. Duke of Argyll, 3. Duke of Argyll (1872–1949)
- Ian Campbell, 11. Duke of Argyll, 4. Duke of Argyll (1903–1973)
- Ian Campbell, 12. Duke of Argyll, 5. Duke of Argyll (1937–2001)
- Torquhil Campbell, 13. Duke of Argyll, 6. Duke of Argyll (* 1968)

Titelerbe (Heir apparent) ist der Sohn des derzeitigen Dukes, Archibald Frederick Campbell, Marquess of Lorne (* 2004).